# Lindsaea repens
Lindsaea repens là một loài thực vật có mạch trong họ Dennstaedtiaceae. Loài này được (Bory) Thwaites miêu tả khoa học đầu tiên năm 1864.